# Зарослое (озеро)
Зарослое (каз. Зарослое) — озеро в районе Магжана Жумабаева Северо-Казахстанской области Казахстана. Находится к западу от села Зарослое.
По данным топографической съёмки 1940-х годов, площадь поверхности озера составляет 1,19 км². Наибольшая длина озера — 1,3 км, наибольшая ширина — 1,2 км. Длина береговой линии составляет 3,9 км, развитие береговой линии — 1. Озеро расположено на высоте 129,2 м над уровнем моря.
Озеро входит в перечень рыбохозяйственных водоёмов местного значения.